# 파니 카 메우사

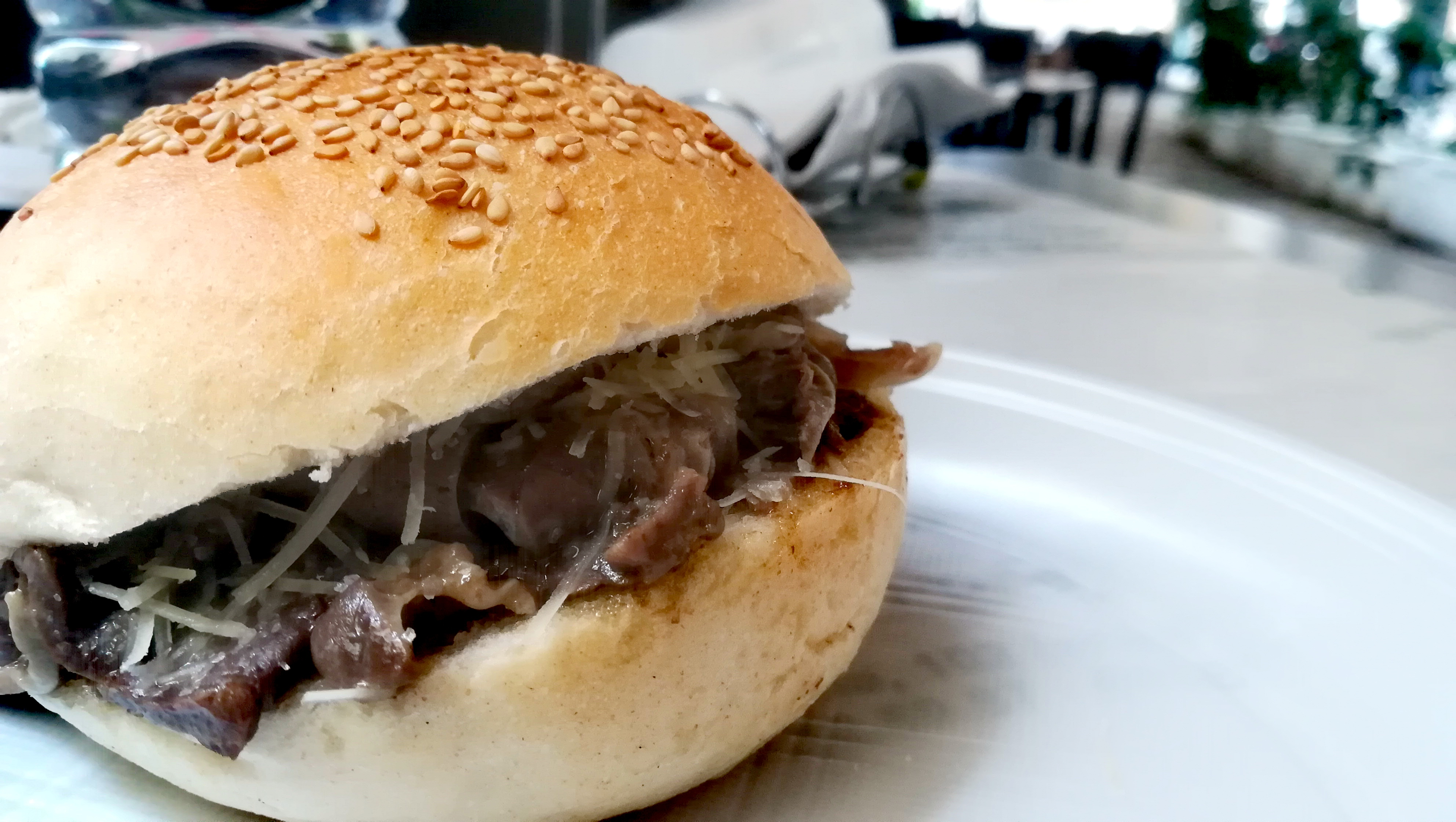
시칠리아 남부의 팔레르모에서 볼 수 있는 파니 카 메우사

파니 카 메우사(시칠리아어: U pani ca meusa, Pani ca meusa)는 시칠리아 요리의 일종으로 거리 음식이다. 시칠리아 남부의 팔레르모에서만 볼 수 있는 음식으로 부드러운 빵 속에 기름에 튀긴 송아지 폐를 넣고 참깨로 맛을 낸 것이다. 리코타 치즈나 다른 치즈가 첨가되기도 하며 이럴 경우에는 maritatu (결혼한)로 불리며 치즈가 없을 경우에는 독신을 뜻하는 schettu로 칭한다.